# Cathédrale de Coria
La cathédrale Notre-Dame de l'Assomption de Coria (en espagnol : cathédrale de Santa María de la Asunción de Coria) se trouve en Espagne, à Coria, en Estrémadure. En tant que co-cathédrale, elle partage le siège du diocèse de Coria-Cáceres avec la cathédrale de Cáceres.

## Histoire
Sa construction débuta en 1498 et se termina 250 ans plus tard, en 1748. Le tremblement de terre survenu le 1er novembre 1755, qui par ailleurs détruisit Lisbonne, l'endommagea sérieusement.

## Description
La cathédrale est de style gothique de transition, avec d'importants apports plateresques et baroques (Clocher-tour dessiné par Manuel de Lara Churriguera).
À l'intérieur se trouve une magnifique collection de peintures, sculptures et objets d'orfèvrerie. Elle contient aussi le grand retable exécuté par Alejandro Carnicero (es) ainsi que des sépulcres épiscopaux. Le chœur de la cathédrale date du XVIe siècle.

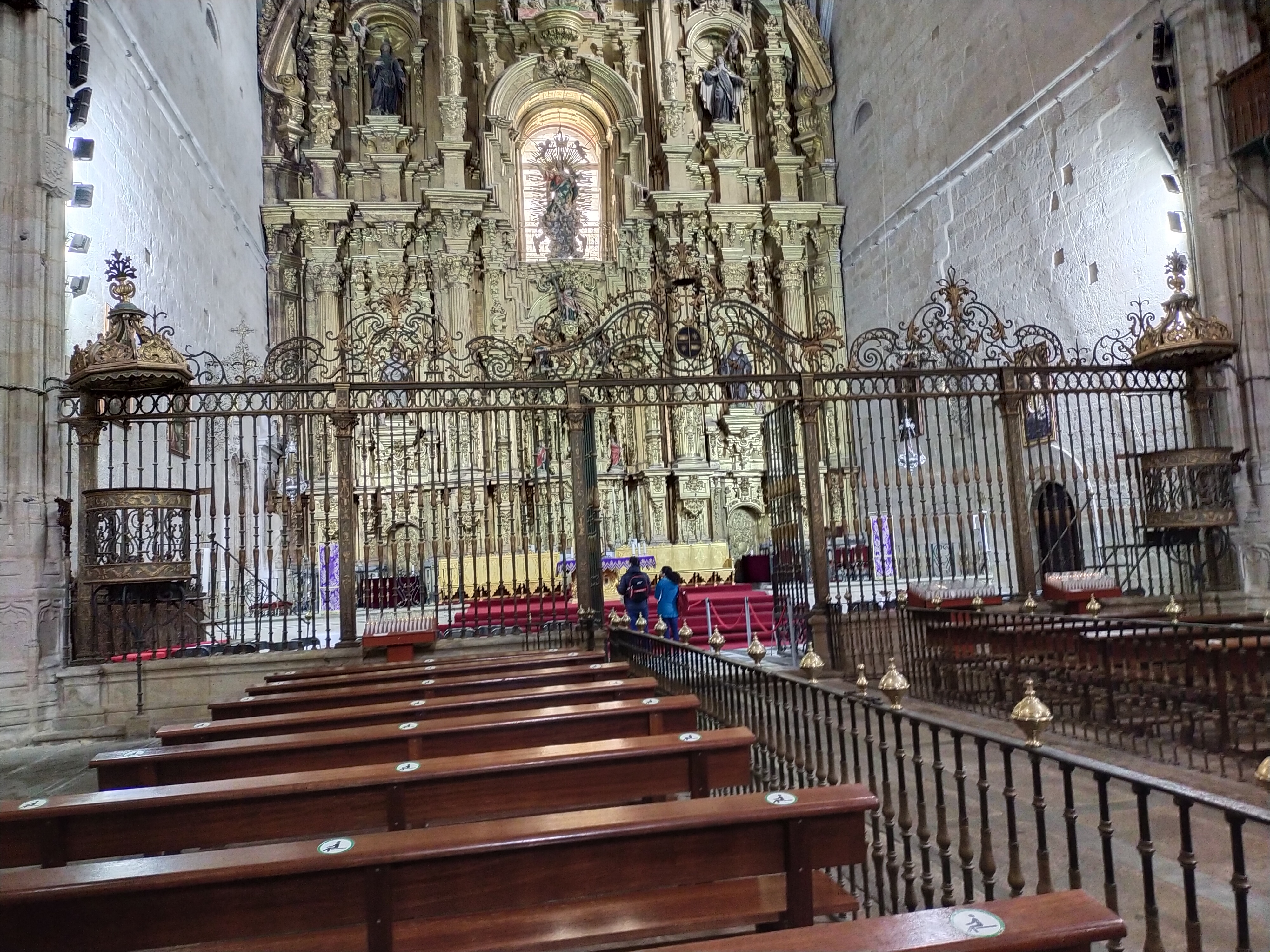
Le maître-autel et son retable.
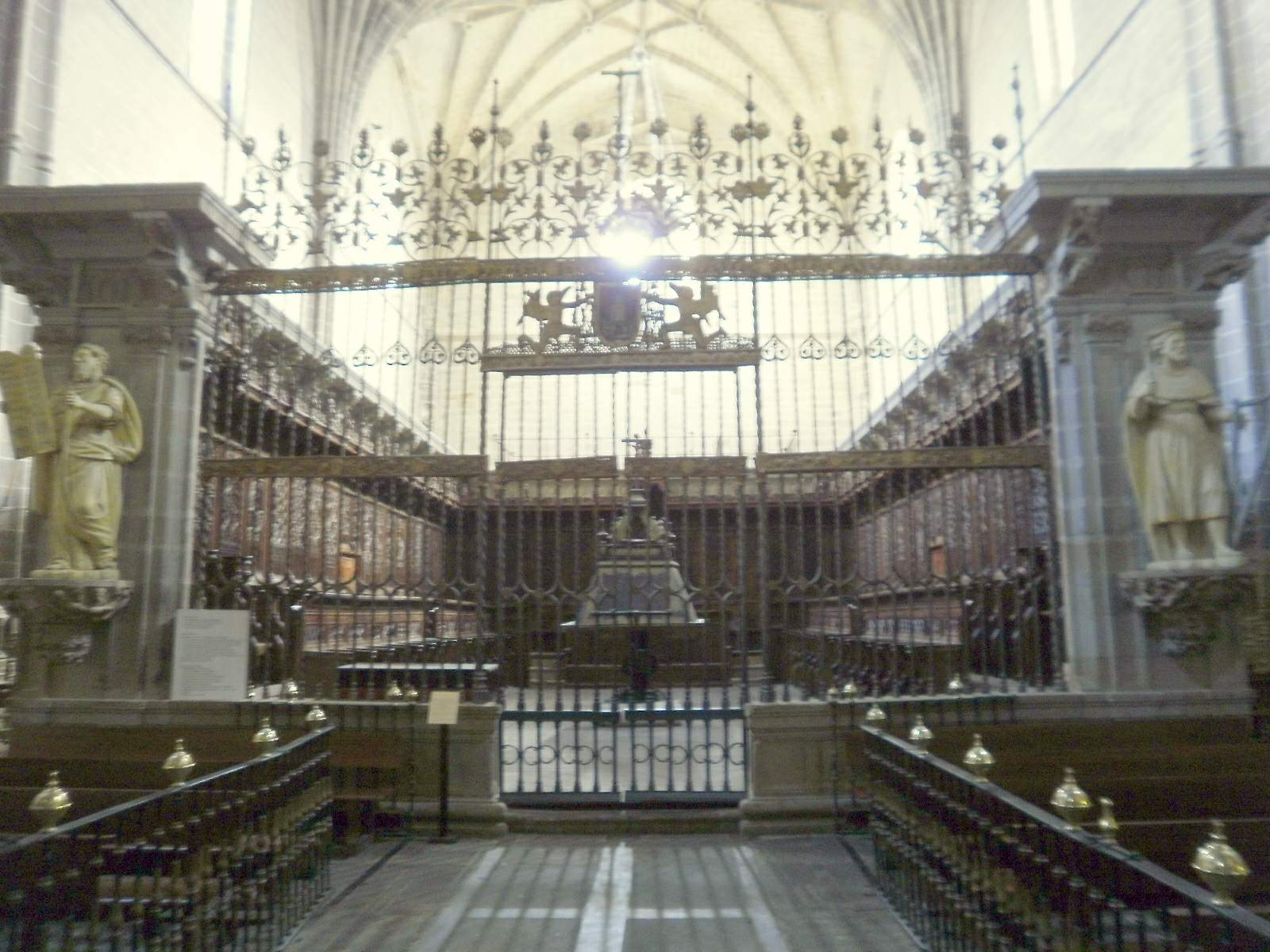
Le chœur.

## Protection
La cathédrale fait l’objet d’un classement en Espagne au titre de bien d'intérêt culturel depuis le 3 juin 1931.